# Leandro Basterrechea
Leandro Basterrechea (La Plata, 9 de abril de 1990) é um futebolista argentino, que atua como zagueiro ou volante. Atualmente, está no El Porvenir.

## Carreira
Basterrechea começou sua carreira ainda na base do Gimnasia y Esgrima, equipe de sua cidade natal, La Plata. Ficou por lá, ainda nos juvenis, de 2001 até o final de 2011 quando, a pedido do então treinador do Bragantino, Marcelo Veiga, foi contratado para integrar o elenco alvinegro para a disputa do Paulistão de 2012.
Apesar da pouca idade e da inexperiência no futebol profissional, o jogador já teve a oportunidade de representar seu país em competições envolvendo seleções de base. Passou pelas seleções sub-15, sub-17 e Sub-20 da Argentina, sendo capitão da equipe sub-17 no Sul-Americano do Equador em 2007, Pan-Americano do Rio de Janeiro em 2007 e do Mundial da Coreia do Sul também em 2007.
Saiu do Bragantino e acertou com o time argentino El Porvenir.